# New River (vattendrag i Guyana)
New River är ett vattendrag i Guyana.   Det ligger i regionen East Berbice-Corentyne, i den sydöstra delen av landet, 400 km söder om huvudstaden Georgetown.